# U-Bahnhof Telheiras

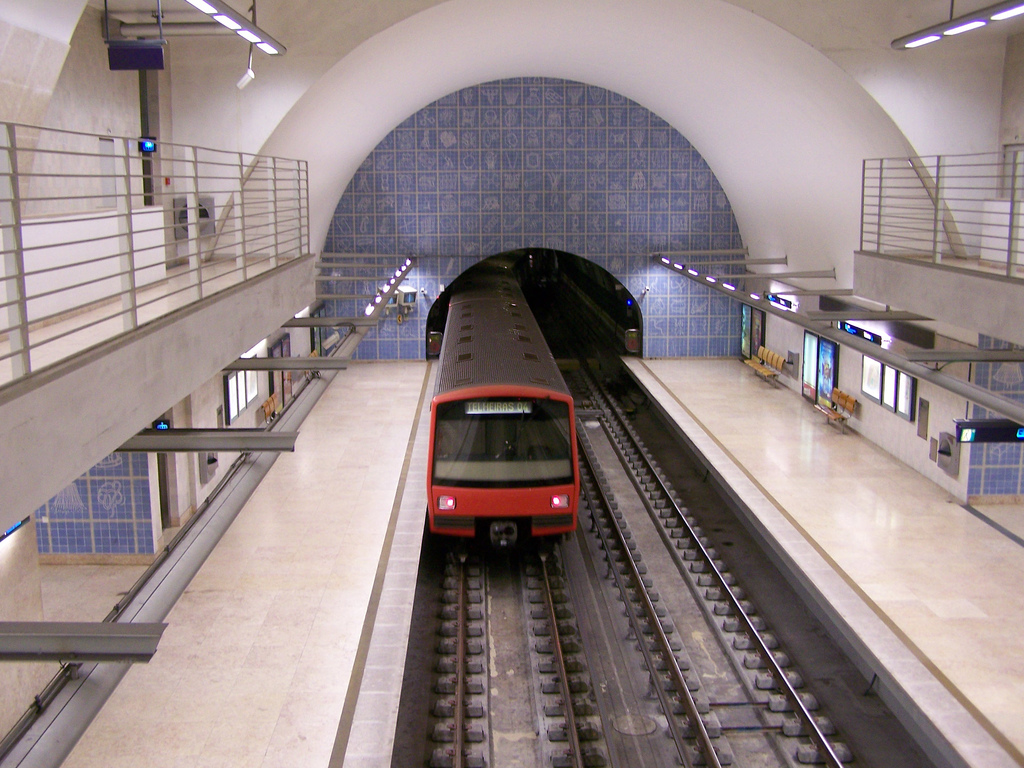
Telheiras ist der nördliche Endbahnhof der Linha Verde

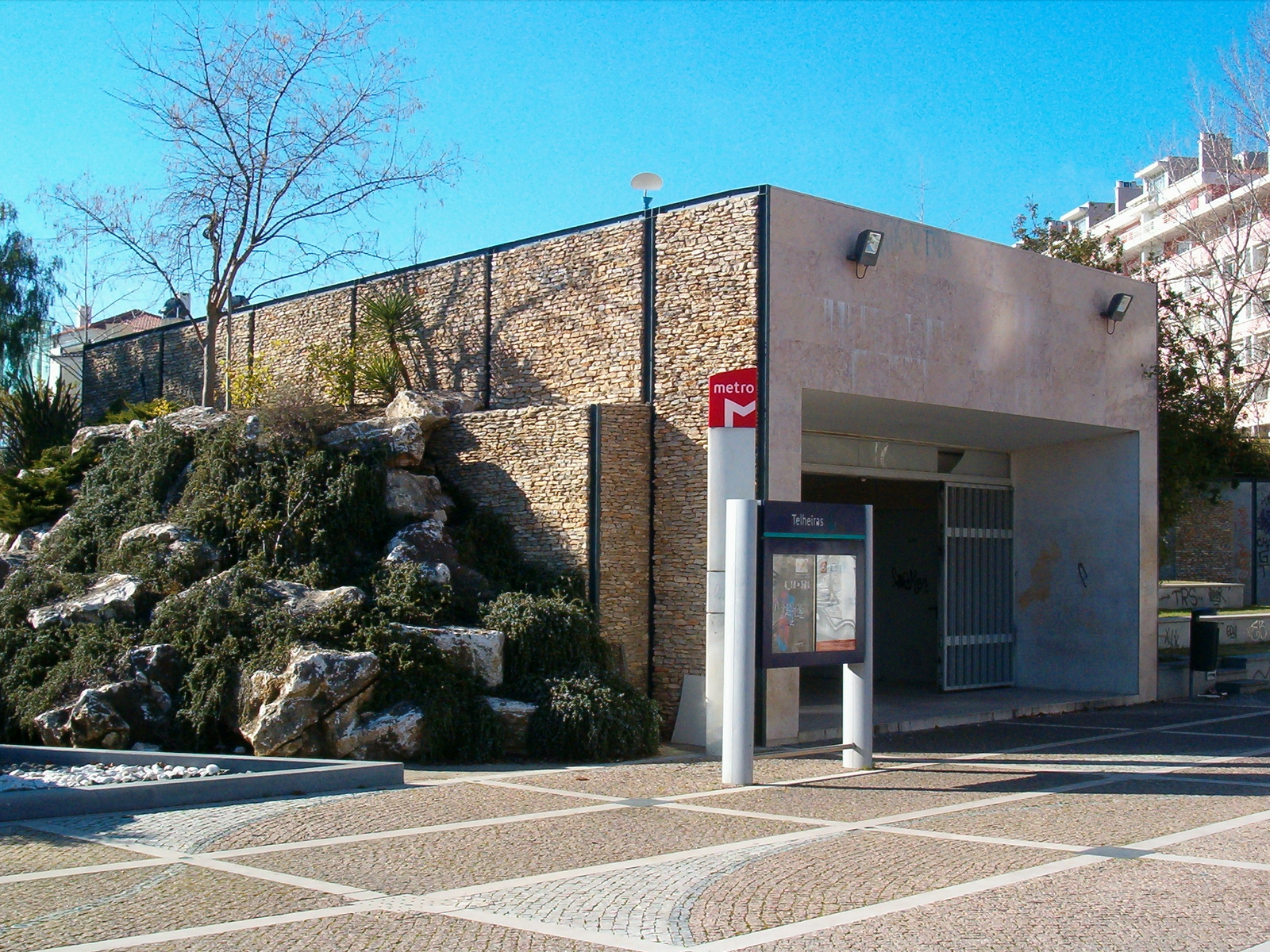
Der Bahnhof befindet sich unterhalb einer öffentlichen Grünanlage, sodass die Zugänge direkt in diese münden

Telheiras ist ein U-Bahnhof der Linha Verde der Metro Lissabon, des U-Bahn-Netzes der portugiesischen Hauptstadt. Der Bahnhof befindet sich unterhalb eines öffentlichen Parkes an der Estrada de Telheiras in der Lissabonner Stadtgemeinde Lumiar. Der Bahnhof Telheiras ist der nördliche Endbahnhof der Linha Verde, der einzige Nachbarbahnhof ist Campo Grande; der Bahnhof ging am 2. November 2002 in Betrieb.

## Geschichte
Um auch dem von Autobahnen umschlossenen kleinen Stadtteil Telheiras, administrativ Teil der Gemeinde Lumiar, einen höherwertigen Nahverkehrsanschluss zu bieten, beschloss die Stadt Lissabon, die Linha Verde, die seit 1993 am Nachbarbahnhof Campo Grande endet, um eine Station in Richtung Westen zu verlängern. Gleichzeitig sollte dies die erste Etappe einer längerfristig geplanten Verlängerung der Linha Verde in Richtung Pontinha darstellen.
Die Bauarbeiten für den U-Bahnhof konnten im Oktober 2002 abgeschlossen werden, sodass der Bahnhof am 2. November 2002 in Betrieb ging. Für den Bau des Bahnhofes war der portugiesische Architekt Duarte Nuno Simões verantwortlich, der eine halbrunde, hohe Bahnsteighalle mit zwei 105 Meter langen Seitenbahnsteigen entwarf. Da der Bahnhof direkt unter einer öffentlichen Grünanlage liegt, ergab sich die Möglichkeit zumindest kleine Lichteinlässe zu schaffen. Sieben kleine, pyramidenförmige Einlässe geben so dem U-Bahnhof Tageslicht. Eduardo Batarda war für die künstlerische Ausgestaltung verantwortlich; er verwendete hier die traditionelle Fliesentechnik und entwarf auf blauem Hintergrund verschiedene „offene“ Figuren, die je am Bahnsteigende und im Zwischengeschoss zu sehen sind.
Der Bahnhof besitzt als Neubau sowohl drei Aufzüge (von den beiden Bahnsteigen zum Zwischengeschoss, von dort aus zur Straßenoberfläche) als auch bereits Seitenbahnsteige, die für Sechs-Wagen-Kompositionen ausgelegt sind. Dennoch enden im Bahnhof vorerst nur Vier-Wagen-Züge, da noch nicht alle Bahnsteige der Linha Verde auf die entsprechende Mindestlänge verlängert worden sind.
Langfristig ist geplant, die Strecke vom Bahnhof Telheiras über drei Zwischenbahnhöfe (Projektnamen sind Fernando Namora, Senhora da Luz und Padre Cruz) zum derzeit schon bestehenden U-Bahnhof Pontinha am Stadtrand zu verlängern. Außerdem ist geplant, dass die Strecke Campo Grande–Telheiras(–Pontinha) von der vom Flughafen Lissabon kommenden Linha Vermelha übernommen werden soll. Für beide Projekte gibt es jedoch noch keine Termine, da derzeit andere Verlängerungen des Metronetzes im Vordergrund stehen.

## Verlauf
Am U-Bahnhof bestehen keine Umsteigemöglichkeiten.
| Linie | Verlauf |
| ----- | --- |
|       | Telheiras – Campo Grande – Alvalade – Roma – Areeiro – Alameda – Arroios – Anjos – Intendente – Martim Moniz – Rossio – Baixa-Chiado – Cais do Sodré |